# Državljanstvo
Državljanstvo označuje članstvo v politični skupini (prvotno mestu, a danes državi), na katerega je vezan sistem pravic in dolžnosti, ki morajo biti spoštovane tako s strani države kot državljana, drugače lahko privede tudi do različnih pravnih posledic.
Državljanstvo v večji meri temelji na narodnosti, a obstajajo primeri, da oseba določene narodnosti nima državljanstva zaradi zgodovinskih razlogov. Danes se državljanstvo določene države lahko podeli na geografskem principu (rojen na področju države), na narodnostnem principu (oseba večinske narodnosti v državi se lahko rodi izven ozemlja države, a lahko pridobi državljanstvo zaradi narodnostne pripadnosti) in na principu prošnje (državljan tuje države lahko zaprosi za državljanstvo druge države in ga pridobi, če izpolnjuje postavljene pogoje in kriterije).
Nekatere države dovoljujejo dvojno ali večkratno državljanstvo. Slovenija dopušča dvojno državljanstvo v nekaterih okoliščinah ). Podrobnosti določa Zakon o državljanstvu RS.